# Niederländische Eishockeynationalmannschaft

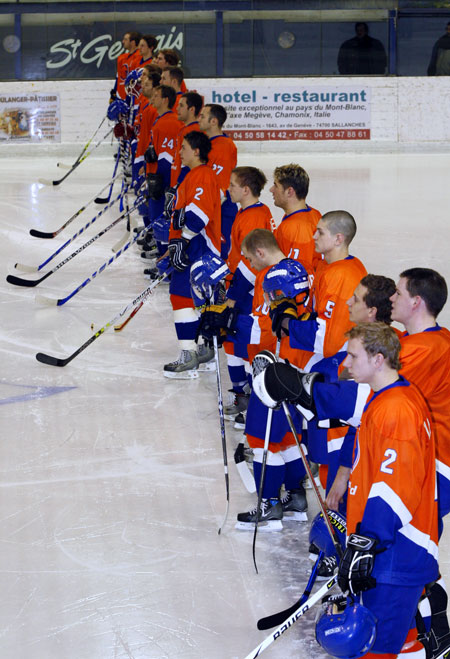
Aufstellung der Spieler im Februar 2007

Die niederländische Eishockeynationalmannschaft wird vom Niederländischen Eishockey-Bund (Nederlandse IJshockey Bond (NIJB)) organisiert, den er auf internationaler Ebene repräsentiert; zum Beispiel bei der Eishockey-Weltmeisterschaft der IIHF oder den Olympischen Winterspielen. Ihr Kader rekrutiert sich größtenteils aus Spielern der Eredivisie, der höchsten niederländischen Eishockey-Liga.
Die Mannschaft der Männer wird nach der Weltmeisterschaft 2023 in der IIHF-Weltrangliste auf Platz 29 geführt und spielt bei Weltmeisterschaften zurzeit in der Division I, Gruppe B. Die Gruppe B entspricht nach Strukturreformen der Weltmeisterschaften zur Spielzeit 2012 der 3. Spielklasse im internationalen Herren-Eishockey.

## Geschichte
1935 nahm die Mannschaft erstmals an einer Eishockey-Weltmeisterschaft teil, eine Medaille konnten die Niederlande allerdings bisher nicht gewinnen. An einer A-WM nahmen die Niederländer letztmals 1981 teil. 1980 nahm das Bondsteam mit Dick Decloe erstmals an Olympischen Spielen teil.
Bei der Weltmeisterschaft 2010 belegte das niederländische Team den vierten Platz in der im heimischen Tilburg ausgetragenen Gruppe A der Division I. Größter Erfolg der jüngeren Verbandsgeschichte war die Teilnahme am finalen Qualifikations-Turnier zu den Olympischen Spielen in Sotschi 2014, welches vom 7. bis 10. Februar ausgetragen wurde. An dieser Qualifikation, deren Sieger Österreich damit für das olympische Eishockeyturnier 2014 qualifiziert war, nahmen neben den Niederlanden noch die in der Weltrangliste weitaus höher platzierten Nationen Italien, Österreich und Deutschland teil. Zuvor hatten sich die Niederlande in der in Budapest ausgespielten Vorqualifikation gegen die favorisierten Ungarn mit 6:5 nach Penaltyschießen sowie die Auswahlen Litauens und Kroatiens durchgesetzt und auf diese Weise die Nominierung für das finale Turnier erreicht. Beim Turnier in Bietigheim verlor die niederländische Auswahl sämtliche drei Spiele, allerdings mit durchaus achtbaren Ergebnissen angesichts des Leistungsgefälles in dieser Gruppe. Bei der WM der Division I, Gruppe B (etwa 3. internationale Spielklasse) im Jahr 2013 konnte man die guten Ergebnisse bestätigen und gewann die Bronzemedaille hinter der Ukraine und Polen. Bei der Heim-WM 2015 in Eindhoven mussten die Niederländer dann allerdings erstmals seit Einführung des Divisionssystems 2001 den Abstieg in die Division II hinnehmen. Im Folgejahr gelang aber der umgehende Wiederaufstieg in die Division I, im Folgejahr folgte erneut der Abstieg in die Division II. In den Folgejahren pendelten die Niederländer beständig zwischen beiden Divisionen, ehe ihnen 2023 erstmals seit 2014 der Klassenerhalt in der Division I gelang.

## Ergebnisse bei Weltmeisterschaften
- 1935 – 15. Platz
- 1939 – 11. Platz
- 1950 – 8. Platz
- 1951 – 3. Platz Criterium Européen
- 1952 – 4. Platz B-WM
- 1953 – 5. Platz B-WM
- 1955 – 4. Platz B-WM
- 1961 – 4. Platz C-WM
- 1962 – 4. Platz B-WM
- 1963 – 5. Platz C-WM
- 1967 – 5. Platz C-WM
- 1969 – 4. Platz C-WM
- 1970 – 6. Platz C-WM
- 1971 – 6. Platz C-WM
- 1972 – 7. Platz C-WM
- 1973 – 2. Platz C-WM
- 1974 – 5. Platz B-WM
- 1975 – 8. Platz B-WM
- 1976 – 6. Platz B-WM
- 1977 – 8. Platz B-WM
- 1978 – 1. Platz C-WM
- 1979 – 1. Platz B-WM
- 1981 – 8. Platz
- 1982 – 8. Platz B-WM
- 1983 – 1. Platz C-WM
- 1985 – 6. Platz B-WM
- 1986 – 5. Platz B-WM
- 1987 – 7. Platz B-WM
- 1989 – 1. Platz C-WM
- 1990 – 6. Platz B-WM
- 1991 – 7. Platz B-WM
- 1992 – 2. Platz B-WM
- 1993 – 3. Platz B-WM
- 1994 – 6. Platz B-WM
- 1995 – 4. Platz B-WM
- 1996 – 7. Platz B-WM
- 1997 – 7. Platz B-WM
- 1998 – 8. Platz B-WM
- 1999 – 1. Platz C-WM
- 2000 – 8. Platz B-WM
- 2001 – 5. Platz Division I, Gruppe A
- 2002 – 4. Platz Division I, Gruppe A
- 2003 – 4. Platz Division I, Gruppe A
- 2004 – 3. Platz Division I, Gruppe A
- 2005 – 3. Platz Division I, Gruppe B
- 2006 – 5. Platz Division I, Gruppe B
- 2007 – 5. Platz Division I, Gruppe A
- 2008 – 5. Platz Division I, Gruppe A
- 2009 – 5. Platz Division I, Gruppe B
- 2010 – 4. Platz Division I, Gruppe B
- 2011 – 4. Platz Division I, Gruppe A
- 2012 – 3. Platz Division I, Gruppe B
- 2013 – 3. Platz Division I, Gruppe B
- 2014 – 5. Platz Division I, Gruppe B
- 2015 – 6. Platz Division I, Gruppe B
- 2016 – 1. Platz Division II, Gruppe A
- 2017 – 6. Platz Division I, Gruppe B
- 2018 – 1. Platz Division II, Gruppe A
- 2019 – 6. Platz Division I, Gruppe B
- 2022 – 2. Platz Division II, Gruppe A
- 2023 – 5. Platz Division I, Gruppe B
- 2024 – 6. Platz Division I, Gruppe B
- 2025 – 1. Platz Division II, Gruppe A